# ASFiNAG
Az ASFiNAG (teljes neve németül Autobahnen- und Schnellstraßen-Finanzierungs-Aktiengesellschaft) egy állami autópályaüzemeltető cég Ausztriában.

## Története
Az ASFiNAG-ot 1982. szeptember 11-én alapították. 2005-ben a csoportszerkezet változott, mert az ASG (Alpen Strassen AG) és az ÖSAG (Österreichische Autobahnen und Schnellstrassen AG) összefonódtak, így jött létre a jelenlegi ASFiNAG.

## Szolgáltatások
Ügyfélközpontú szolgáltatóként a legjobb lehetséges szolgáltatást szeretné felajánlani a vevőinek. Az ASFiNAG feladata a teljes osztrák autópálya és gyorsforgalmi úthálózat megtervezése, finanszírozása, kivitelezése, fenntartása, működtetése és díjbeszedése.